# OCI NV
Pour les articles homonymes, voir Orascom.
OCI (anciennement Orascom Construction Industries) est un producteur international d'engrais néerlandais, il se classe parmi les plus gros producteurs internationaux d’engrais à base d’azote. La société est cotée à la Bourse d'Amsterdam, Euronext.

## Histoire
La société est fondée par Onsi Sawiris en Égypte en 1950 et est détenue majoritairement par la famille Sawiris, qui possède 54,48 % de l'entreprise. Le reste des actions est en flottant. 
Jusqu'à la vente de cette sous-activité début 2008, elle était également un important producteur de ciment au Moyen-Orient et en Afrique, ainsi qu'une entreprise de construction jusqu'à la scission de 2015. Le secteur de la construction est le point de départ et l’une des principales activités du groupe Orascom, qui constitue une multinationale diversifiée.